# Tapinoma amazone
Tapinoma amazone este o specie de furnici din genul Tapinoma. Descrisă de William Morton Wheeler în 1934, specia este endemică în Brazilia